# طوطی نواری
طوطی نواری یا طوطی خط‌دار (نام علمی: Bolborhynchus lineola)، همچنین به عنوان طوطی کاترین شناخته می‌شود، یک طوطی کوچک است که به‌طور جداگانه در جنگل‌های مرتفع از جنوب مکزیک تا پاناما، در رشته‌کوه‌های آند از غرب ونزوئلا تا جنوب پرو و بولیوی، کوه‌های سانتا مارتا در کلمبیا و رشته ساحلی ونزوئلا یافت می‌شود. پرهای آن بیشتر سبز با نوارها یا نوارهای متعدد سیاه و سبز تیره است و نوکی به رنگ شاخی کم‌رنگ دارد. خطوط تیره در برجستگی بین دو زیرگونه آن متفاوت است. چندین جهش رنگی در پرورش پرندگان در دسترس هستند.